# محوطه تاپ تاپه
محوطه تاپ تاپه مربوط به عصر برنز - هزاره اول قبل از میلاد - سدهٔ ۶ تا ۸ ه.ق است و در شهرستان خوی، بخش مرکزی، دهستان رهال، روستای حصار واقع شده و این اثر در تاریخ ۷ اسفند ۱۳۸۵ با شمارهٔ ثبت ۱۷۷۷۵ به‌عنوان یکی از آثار ملی ایران به ثبت رسیده است.